# Saluto scout

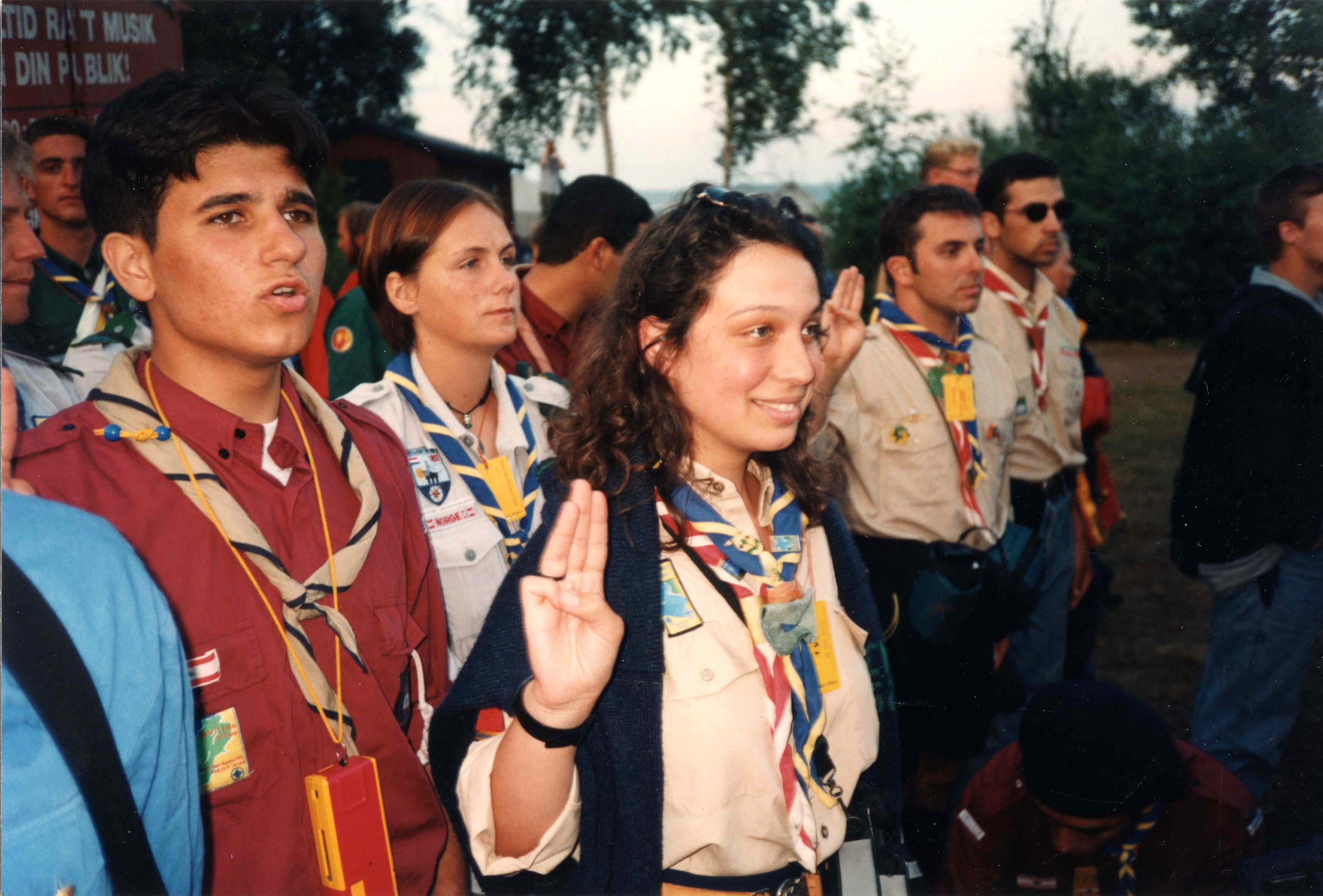
Saluto scout fatto durante il 10º Moot mondiale dello Scautismo

Il saluto scout è il modo con cui gli scout di tutto il mondo si riconoscono e si salutano. Si usa inoltre durante cerimonie e canti importanti.

## Il saluto come riconoscimento
Si esegue portando la mano destra all'altezza delle spalle (alla maniera italiana dell'ASCI), oppure all'altezza del capo con un angolo di circa 45° verso la fronte (all'inglese della TSA), o con il braccio ad angolo retto (all'americana, BSA, o alla maniera italiana del CNGEI), facendo il Segno Scout, tenendo quindi l'indice, il medio e l'anulare tesi e uniti, il mignolo ripiegato sotto il pollice e il palmo rivolto in avanti.
Esso ha un forte valore simbolico, infatti le tre dita tese ricordano i tre punti della promessa scout, mentre il pollice che copre la prima falange del mignolo rappresenta il più grande che protegge il più piccolo, a rappresentare San Giorgio che protegge i suoi seguaci contro Diocleziano. In alcune opere moderne, infatti, il santo viene spesso raffigurato nell'atto di salutare.
Essendo il saluto un modo per ricordare l'impegno preso con la promessa scout, dovrebbe farlo soltanto chi ha pronunciato la promessa, essendo quindi Scout a tutti gli effetti.

### Saluto dei lupetti e delle coccinelle
I lupetti e le coccinelle, cioè i membri più giovani del movimento scout, hanno una promessa con un testo differente da quella scout e più semplice; di conseguenza, adottano un'altra forma di saluto, che viene effettuato anche dai capi quando salutano un lupetto o una coccinella.
Si esegue portando all'altezza della tempia la mano destra, con l'indice e il medio tesi tra loro, l'anulare e il mignolo ripiegati sotto il pollice. Per i lupetti le due dita sono divaricate, per le coccinelle sono unite
Come quello scout, anche questo saluto ha un significato ricco di simboli. Le due dita tese ricordano sia i due articoli della legge dei lupetti e delle coccinelle, sia le orecchie del lupo sempre aperte, sia le antenne della coccinella. Il pollice sopra le altre due dita, invece, rappresenta il più grande che protegge i più piccoli.
Questa forma di saluto viene eseguito unicamente dai lupetti e dalle coccinelle, mentre i rover in servizio ed i Vecchi lupi usano normalmente il saluto scout, tranne quando salutano un lupetto o una coccinella.

### Saluto a mano impedita
Detto comunemente "Saluto con il Guidone". Chi ha la mano destra occupata, tipicamente il Capo Squadriglia che porta il Guidone o l'alfiere di Reparto che porta la Fiamma, saluta con lo stesso segno, fatto con la mano sinistra col palmo rivolto verso il basso e piegando l'avambraccio sinistro davanti al corpo, orizzontalmente all'altezza del petto, fino a sfiorare l'alpenstock (se il Guidone o la Fiamma sono la causa della mano impedita).

### Saluto al cappello
Quando si indossa il cappellone si saluta portando la mano destra con il Segno Scout fino all'altezza della tesa e tenendola obliqua e rivolta verso il cappellone, fin quasi a sfiorarlo.

### Saluto a braccio teso
Il saluto a braccio teso, usato molto di rado in Europa per analogie con il saluto nazifascista, consiste nel protendere con il braccio teso la mano destra con il Segno Scout verso una bandiera o una personalità.

## La stretta di mano
Anche la stretta di mano fra scout è particolare, infatti si esegue stringendosi la mano sinistra, mentre nello stesso tempo ci si saluta con la mano destra. In Italia vi è l'uso di incrociare i mignoli tra di loro (stretta di mano "a morso di lupo"); tale uso particolare nasce tra i gruppi scout clandestini durante la repressione fascista; in questo modo uno scout poteva riconoscerne un altro semplicemente stringendogli la mano. Chiunque non fosse stato a conoscenza di questa stretta di mano segreta l'avrebbe scambiata per un semplice errore.

## Altri usi del termine
Il cammino scout termina normalmente con la partenza scout. Con questa si sceglie di fare del servizio una parte importante della propria vita, e di continuare a vivere secondo i valori dello scautismo.
In alcuni gruppi, coloro che scelgono di non prendere la partenza, non volendo accettarne tutte le scelte, possono compiere la "cerimonia del saluto" per terminare comunque il proprio cammino di educando con il metodo scout.